# Сопот (Полша)
Вижте пояснителната страница за други значения на Сопот.
Сопот (на полски: Sopot; на кашубски: Sopòt; на немски: Zoppot) е град в северна Полша, Поморско войводство.
Административно градът е обособен в отделен окръг с площ 17,28 км2. Заедно с Гдиня и Гданск съставя агломерацията Труймясто.

## География
Градът е разположен край Гданския залив на Балтийско море, в историческия регион Померелия (Гданска Померания). На север се намира Гдиня – един от най-големите пристанищни градове в страната, а на юг е Гданск – най-големият град в Северна Полша.

## История
Сопот произлиза от стара славянска дума за извор. За първи път селището е споменато през 1283 г. Немското произношение на града Зопот е резултат от германизацията на оригиналните славянски имена в Померания.

## Население
Населението на града възлиза на 38 584 души (2012 г.). Гъстотата е 2233 души/км2.

## Икономика
Основен дял от икономиката на града се пада на туризма. По-голямата част от населението е ангажирано в обслужващата сфера. Пристанищният комплекс на града остава в сянка на доста по-големите пристанища в Гдиня и Гданск.

## Туризъм
Градът е типичен туристически център – морски и рекреационен курорт. Известна забележителност е най-дългият дървен вълнолом в Европа, който е разположен на пристанището на града (наричан Моло и дълъг 515,5 m), от който се открива панорамна гледка към целия Гдански залив.

## Култура
Известен е традиционният Сопотски музикален фестивал, който е най-голямата музикална проява в Европа след конкурса „Евровизия“.

## Фотогалерия
- Изглед от Сопот
- Кривата къща
- Дървеният вълнолом „Моло“
- Плаж
- Морски фар
- Църква „Св. Йежи“
- „Гранд Хотел“
- Музей в Сопот
- Поща в Сопот
- Балнеоложки санаториум в Сопот

## Побратимени градове
- Ашкелон, Израел
- Франкентал, Германия
- Карлсхамн, Швеция
- Нествед, Дания
- Петерхоф, Русия
- Ратцебург, Германия
- Саутенд-он-сий, Великобритания
- Закопане, Полша